# Charles L. Gerlach

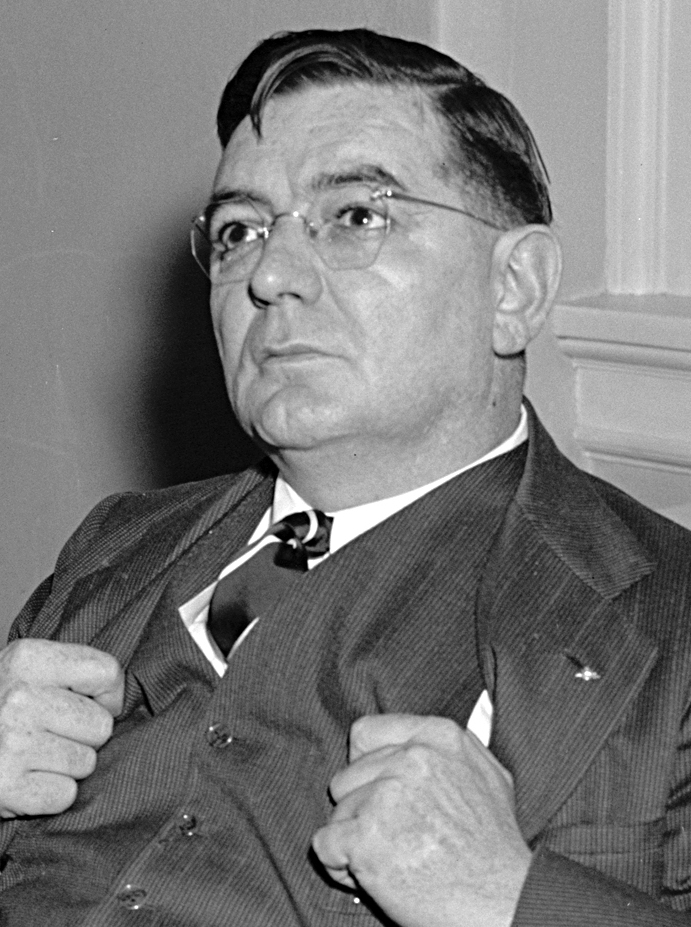
Charles L. Gerlach (1939)

Charles Lewis Gerlach (* 14. September 1895 in Bethlehem, Pennsylvania; † 5. Mai 1947 in Allentown, Pennsylvania) war ein US-amerikanischer Politiker. Zwischen 1939 und 1947 vertrat er den Bundesstaat Pennsylvania im US-Repräsentantenhaus.

## Werdegang
Charles Gerlach besuchte die öffentlichen Schulen seiner Heimat. Im Jahr 1914 zog er nach Allentown. Er gründete eine Firma, die mit Treibstoff und Heizungsersatzteilen handelte und deren Präsident er anschließend wurde. Gleichzeitig schlug er als Mitglied der Republikanischen Partei eine politische Laufbahn ein. In den Jahren 1936 und 1937 war er Mitglied im Staatsvorstand seiner Partei.
Bei den Kongresswahlen des Jahres 1938 wurde Gerlach im neunten Wahlbezirk von Pennsylvania in das US-Repräsentantenhaus in Washington, D.C. gewählt, wo er am 3. Januar 1939 die Nachfolge des Demokraten Oliver W. Frey antrat. Nach vier Wiederwahlen konnte er bis zu seinem Tod am 5. Mai 1947 im Kongress verbleiben. Seit 1945 vertrat er dort den achten Distrikt seines Staates. Während seiner Zeit im Kongress wurden dort bis 1941 die letzten New-Deal-Gesetze der Roosevelt-Regierung verabschiedet, denen Gerlachs Partei eher ablehnend gegenüberstand. Seit 1941 war auch die Arbeit des Kongresses von den Ereignissen des Zweiten Weltkrieges und dessen Folgen geprägt.